# Liste du patrimoine immobilier classé de Ham-sur-Heure-Nalinnes
Cette page regroupe l'ensemble du patrimoine immobilier classé de la ville belge de Ham-sur-Heure-Nalinnes.
| Objet | Année de construction / Architecte | Adresse                                 | Section communale | Coordonnées                      | Numéro d’inventaire | Illustration                                   |
| --- | ---------------------------------- | --------------------------------------- | ----------------- | -------------------------------- | ------------------- | ---------------------------------------------- |
| Château de Ham-sur-Heure |                                    |                                         |                   | 50° 19′ 18″ nord, 4° 23′ 33″ est | 56086-CLT-0001-01   | Château de Ham-sur-Heure                       |
| Chapelle Saint-Roch de Ham-sur-Heure | 1636 à 1638                        | Ham-sur-Heure                           |                   | 50° 19′ 18″ nord, 4° 23′ 16″ est | 56086-CLT-0003-01   | Chapelle Saint-Roch de Ham-sur-Heure           |
| Église Notre-Dame de la Visitation de Nalinnes | XIe siècle                         | Nalinnes                                |                   | 50° 19′ 29″ nord, 4° 26′ 42″ est | 56086-CLT-0004-01   | Église Notre-Dame de la Visitation de Nalinnes |
| Drève de la Ferrée, à Nalinnes |                                    | Nalinnes                                |                   | 50° 20′ 44″ nord, 4° 27′ 21″ est | 56086-CLT-0005-01   | Drève de la Ferrée, à Nalinnes                 |
| Maison forte à Nalinnes |                                    | Nalinnes                                |                   | 50° 19′ 28″ nord, 4° 26′ 42″ est | 56086-CLT-0006-01   | Maison forte à Nalinnes                        |
| Bois de la Ferrée, à Ham-sur-Heure-Nalinnes |                                    | Ham-sur-Heure-Nalinnes                  |                   | 50° 21′ 18″ nord, 4° 27′ 48″ est | 56086-CLT-0007-01   | Image manquanteTéléverser                      |
| Totalité de la tour du XVIIe siècle du château de la Pasture sis Chemin Sainte-Barbe à Marbaix-la-Tour (M) ainsi qu'une zone de protection reprenant le château, la ferme, le parc et les terrains occupés par la ferme et ses abords (ZP) |                                    | Chemin Sainte-Barbe, te Marbaix-la-Tour |                   | 50° 19′ 52″ nord, 4° 22′ 34″ est | 56086-CLT-0008-01   | Image manquanteTéléverser                      |